# Henri Scheffer
Henri Scheffer (Oldenzaal, 10 februari 1910 – 8 juni 1981) was een Nederlands burgemeester.
Hij was ambtenaar ter secretarie bij de Friese gemeente  Oosterwolde en in 1938 volgde zijn benoeming tot eerste klerk bij de gemeentesecretarie van Goes. Hij was betrokken bij het verzet en 1942 hij besloot onder te duiken in Rilland-Bath. Nadat het gebied daar bevrijd was sloot hij zich als reserve-officier aan bij het Canadese leger en raakte zo betrokken bij de bevrijding van de westelijk Nederland. In de april 1946 werd Scheffer burgemeester van de gemeenten Arkel en Kedichem. Eind 1969 was hij daarnaast waarnemend burgemeester van Gorinchem ter tijdelijke vervanging van de zieke L.R.J. ridder van Rappard. Scheffer bleef tot zijn pensionering in maart 1975 burgemeester van Arkel en Kedichem. Daarna ging hij in Amersfoort wonen en in 1981 overleed hij op 71-jarige leeftijd. In Arkel is postuum de 'Burgemeester Schefferstraat' naar hem vernoemd.